# Nathalia Ramos
Nathalia Norah Ramos Cohen (Madri, 3 de julho de 1992) é uma atriz e cantora espanhola.

## Biografia
O pai de Nathália é um cantor espanhol e sua mãe é uma australiana judia.
Ela é fluente em espanhol. A sua família se mudou para Melbourne, na Austrália, quando ela tinha apenas dois anos de idade. Dois anos depois mudou-se para Miami, nos Estados Unidos. Atualmente Nathália reside em Los Angeles.

## Carreira
Nathalia participou de dois episódios da série Arrested Development, em 2005. Os seus principais trabalhos até agora foi no papel de Yasmin, em Bratz: The Movie e no Papel principal de Nina Martin em House of Anubis. Nathalia não participara da terceira temporada de House of Anubis, pois quer se dedicar aos estudos. 
Na televisão
| Ano       | Título               | Personagem   | Nota         |
| --------- | -------------------- | ------------ | ------------ |
| 2005      | Arrested Development | Hope Loblaw  | 2 episódios  |
| 2008      | True Jackson, VP     | Dakota North | 1 episódio   |
| 2011-2012 | House of Anubis      | Nina Martin  | Protagonista |

No cinema
| Ano  | Título           | Personagem |
| ---- | ---------------- | ---------- |
| 2007 | Bratz: The Movie | Yasmin     |
| 2009 | 31 North 62 East | Rachel     |
| 2016 | Wildflower       | Chloe      |